# Вакулов Петро Юхимович
Петро Юхимович Вакулов (15 липня 1911, село Котлубань, тепер селище Городищенського району Волгоградської області, Російська Федерація — 7 січня 1989, місто Москва, тепер Російська Федерація) — радянський діяч, міністр будівництва Киргизької РСР, секретар ЦК КП Киргизії. Депутат Верховної ради Киргизької РСР 5—8-го скликань.

## Життєпис
Трудову діяльність розпочав у 1929 році робітником на заводі.
У 1936 році закінчив Новочеркаський індустріальний інститут.
З 1936 року працював на керівних посадах у будівельних організаціях.
Член ВКП(б) з 1939 року.
У 1949—1952 роках — партійний організатор ЦК ВКП(б) тресту «Тагілбуд» Свердловської області РРФСР.
У 1952—1954 роках — інструктор відділу важкої промисловості ЦК КПРС.
У 1954 році — інструктор відділу будівництва ЦК КПРС.
У 1954—1957 роках — заступник міністра та член колегії Міністерства міського та сільського будівництва РРФСР.
У 1957 році — заступник голови Ради народного господарства Пензенського економічного адміністративного району.
У 1957—1959 роках — міністр будівництва Киргизької РСР.
26 травня 1959 — 19 лютого 1974 року — секретар ЦК КП Киргизії з питань промисловості та будівництва.
Одночасно 22 грудня 1962 — 27 листопада 1964 року — голова Бюро ЦК КП Киргизії з керівництва промисловістю та будівництвом.
З лютого 1974 року — персональний пенсіонер союзного значення.
Помер 7 січня 1989 року в Москві. Похований на Кунцевському цвинтарі Москви.

## Нагороди
- орден Жовтневої Революції (30.07.1971)
- орден Трудового Червоного Прапора
- медалі